# المرأة في الكيمياء
تهتم المقالة بذكر دور المرأة في الكيمياء حيث تذكر أغلب من كن يسعين لتطوير أو دراسة الكيمياء أواللائي قدمن أبحاث أو تطبيقات كان لها أثر ظاهر في مجال الكيمياء الأساسية أو التطبيقية.

## الحائزات على جائزة نوبل

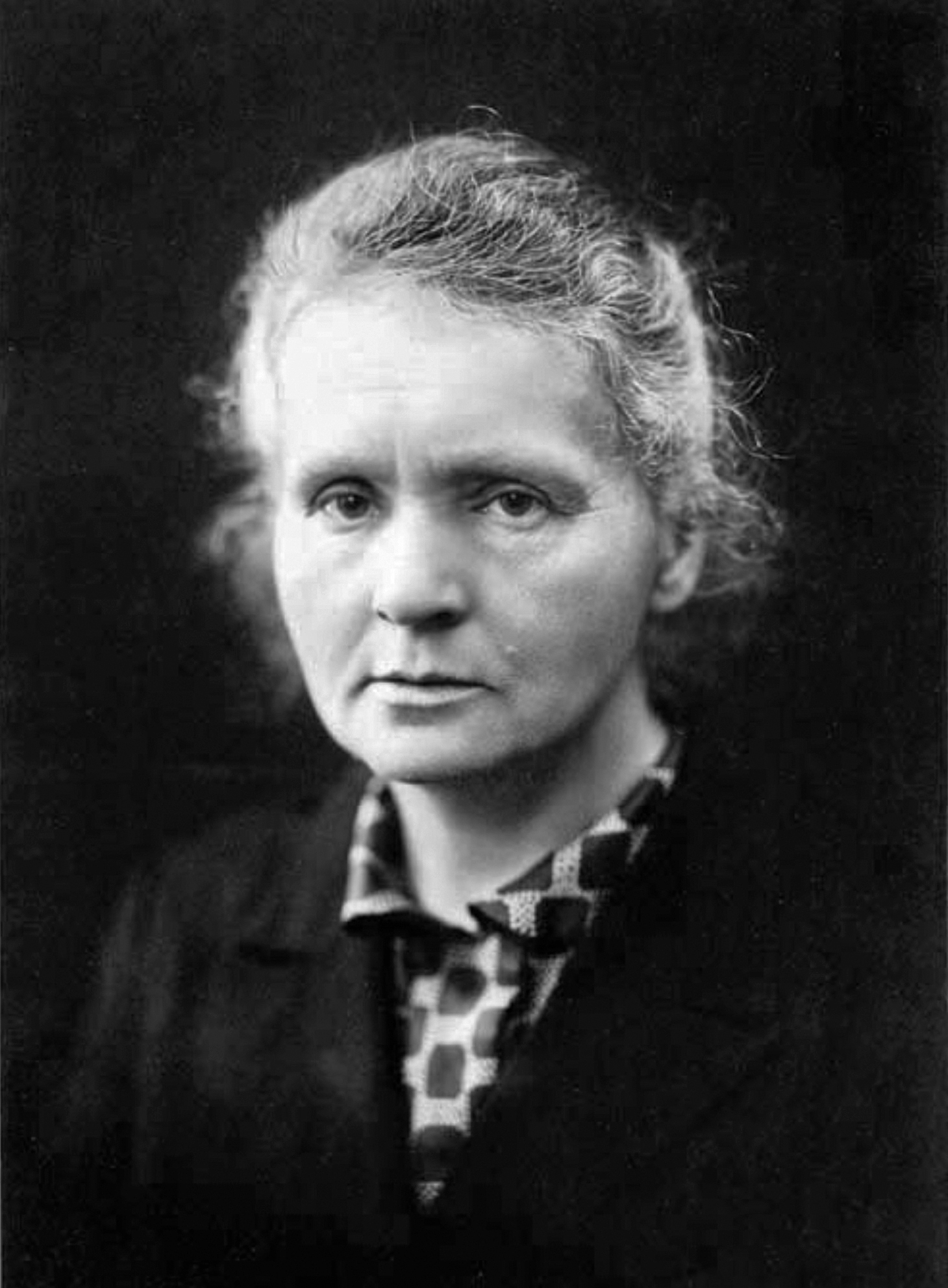
ماري كوري

فازت خمس نساء بجائزة نوبل في الكيمياء، وهم:
- عام 2018، فرانسيس أرنولد- عن دورها في دراسة التطور الموجه المستخدم في هندسة البروتينات.
- عام 2009، عادا يونات- عن دورها في دراسة بنية ووظيفة الريبوسوم.
- عام 1964، دوروثي هاري هودجكن- عن دورها في دراسة البلورات بالأشعة السينية.
- عام 1935، إيرين جوليو-كوري- عن دورها في اكتشاف النشاط الإشعاعي المستحث.
- عام 1911، ماري سكوودوفسكا كوري - عن دورها في اكتشاف الراديوم والبولونيوم.

تمنح الجائزة سنويًا منذ عام 1901 من قبل الأكاديمية الملكية السويدية للعلوم. كانت ماري كوري أول امرأة تحصل على الجائزة في عام 1911. تعتبر تلك الجائزة هي جائزة نوبل الثانية لها (حيث فازت بجائزة نوبل في الفيزياء في عام 1903، إلى جانب بيير كوري وهنري بيكريل- لذلك فهي المرأة الوحيدة التي حصلت على جائزتي نوبل). كانت جائزتها في الكيمياء عن «اكتشافها لعناصر الراديوم والبولونيوم، من خلال عزل الراديوم ودراسة طبيعة ومكونات هذا العنصر الرائع». أما ثاني امرأة تحصل على هذه الجائزة فكانت ابنتها إيرين جوليو كوري حيث حصلت على الجائزة في عام 1935 لدورها في اكتشاف النشاط الإشعاعي المستحث.أما دوروثي هاري هودجكن ففازت بالجائزة عام 1964 عن دورها في دراسة البلورات بالأشعة السينية ودراسة هيكل البنسلين وفيتامين بي 12.
بعد مرور 45 عامًا، استطاعت عادا يونات إعادة تمثيل المرأة مرة أخرى في جوائز نوبل للكيمياء حيث شاركت كلا من فينكاترامان راماكريشنان وتوماس ستايتز في الجائزة عام 2009 تكريما لهم عن دورهم في دراسة بنية ووظيفة الريبوسوم.

## جوائز لوريال-اليونسكو للمرأة في العلوم
فازت ثلاث نساء بجوائز لوريال-اليونسكو للمرأة في العلوم، وهم:
- شيه يي (آسيا والمحيط الهادئ)- الكيمياء غير العضوية، في عام 2015.
- مولي شويشت (أمريكا الشمالية)- الكيمياء الضوئية، في عام 2015.
- فايزة الخرافي (أفريقيا/ الدول العربية)- الكيمياء الكهربائية، في عام 2011.

## قائمة الكيميائيات النساء

### القرن التاسع عشر
- فيرا يفيستافيفنا بوبوفا (1868-1897)، واحدة من أوائل الكيميائيين الإناث في روسيا.
- جرتي كوري (1896-1957) عالمة الكيمياء الحيوية اليهودية التشيكية الأمريكية وتعتبر أول أمريكية تفوز بجائزة نوبل في العلوم.
- إيدا فرويند (1863-1914)، أول امرأة تلقي محاضرة جامعية في الكيمياء في المملكة المتحدة.
- لويز هامارستروم (1849-1917)، كيميائية سويدية متخصصة في دراسة المعادن وتعتبر أول كيميائية سويدية يتم تدريبها بشكل رسمي.
- إديث همفري (1875-1978)، عالمة كيمياء غير عضوية. يعتبرها البعض أول امرأة بريطانية تحصل على درجة الدكتوراه في الكيمياء.
- يوليا ليرمونتوفا (1846-1919)، كيميائية روسية، صاحبة أول دكتوراه روسية في الكيمياء.
- لورا لينتون (1853-1915)، كيميائية أمريكية ، معلمة وطبيبة.
- راشيل لويد (1839-1900 - أول امرأة أمريكية تحصل على درجة الدكتوراه في الكيمياء. أول إمراة تنضم بانتظام في الجمعية الكيميائية الأمريكية. اشتهرت بدراستها عن بنجر السكر.
- موريل ويلدال أونسلو (1880-1932)، عالمة كيمياء حيوية بريطانية.
- ماري باستور (1826-1910)، كيميائية فرنسية وعالمة بكتيريا.
- ماري إنجل بينينجتون (1872-1952)، كيميائية أمريكية.
- أغينس بوكلز (1862-1935)، كيميائية ألمانية.
- فيرا يفيستافيفنا بوبوفا (1867-1896) ، كيميائية روسية.
- آنا سوندستروم (1785-1871)، كيميائية سويدية.
- إلين سوالو ريتشاردز (1842-1911)، كيميائية صناعية وبيئية أمريكية.
- آنا فولكوفا (1800-1876) ، كيميائية روسية.
- ناديجدا أوليمبيفنا زيبر شوموفا (توفيت عام 1914)، كيميائية روسية.
- فاني ريسان مولفورد هيتشكوك (1851-1936)، واحدة من ثلاث عشرة امرأة تخرجن وحصلن على درجة البكالوريوس في الكيمياء في عام 1800، أول من حصلت على درجة الدكتوراه في الفلسفة الكيميائية. اشتهرت عن أبحاثها في علم الحشرات، طب العظام في الأسماك وعلم أمراض النبات.[2]

### القرن العشرون
- نانسي ألبريتون، أمريكية متخصصة في فرعي الكيمياء التحليلية والكيمياء الحيوية.
- فاليري آشبي، كيميائية أمريكية.
- باربارا آسكينز (1939 -)، كيميائية أمريكية.
- أليس بول (1892-1916)، كيميائية أمريكية.
- كارولين بيرتوزي (1966 -)، عالمة كيمياء حيوية أمريكية.
- عاصمة كاترجي (1917-2006)، كيميائية عضوية هندية.
- استريد كليف (1875-1968)، كيميائية سويدية.
- ميلدريد كوهن (1913-2009)، كيميائية أمريكية.
- جانين كوسي (1950-)، كيميائية عضوية فرنسية.
- ماريا سكودوفسكا كوري (1867-1934)، كيميائية بولندية فرنسية (رائدة في مجال الطب الإشعاعي، اكتشاف البولونيوم والراديوم) حصلت على جائزة نوبل في الفيزياء في عام 1903 وجائزة نوبل في الكيمياء في عام 1911.
- جيليان لي ديمبسي (1983-)، كيميائية أمريكية.
- فيوام دونج، عالمة كيمياء عضوية أمريكية.
- أبيجيل دويل (1980-)، عالمة كيمياء عضوية أمريكية.
- أوديل أيزنشتاين (1949-)، عالمة كيمياء نظرية فرنسية.
- جرترود إليون (1918-1999)، عالمة كيمياء حيوية أمريكية (حصلت على جائزة نوبل في علم وظائف الأعضاء والطب عام 1988 لتطوير الأدوية).
- مارجريت فول، كيميائية عضوية أيرلندية/ أمريكية.
- ماري بيترز فيسر (1909-1997) كيميائية عضوية أمريكية.
- روزاليند فرانكلين (1920-1957)، كيميائية وفيزيائية بريطانية.
- هيلين موراي فري (1923 -)، كيميائية أمريكية.
- جوندا جورج، كيميائية ألمانية، أستاذ الكيمياء الطبية في الولايات المتحدة.
- إلين غليديتش (1879-1968)، عالمة إشعاع نرويجية.
- آنا جيه. هاريسون (1912-1998)، كيميائية عضوية أمريكية.
- درلين هوفمان (1926 -)، عالمة كيمياء نووية أمريكية.
- إيسي هوبلر (1892-1984)، عالمة الكيمياء الحيوية الأمريكية.
- دوروثي هودجكن (1910-1994)، يرجع اليها الفضل في تطوير دراسة البلورات بالأشعة السينية مُنِحت جائزة نوبل في الكيمياء عام 1964.
- كلارا إميرواهر (1870-1915)، كيميائية ألمانية
- ألين روزلاند جينس (1906-1995) ، كيميائية عضوية أمريكية.
- مليكة جيفريز، كيميائية عضوية أمريكية.
- إيرين جوليو-كوري (1897-1956)، كيميائية فرنسية وعالمة فيزياء نووية حائزة على جائزة نوبل في الكيمياء في عام 1935.
- مادلين جولي (1927-)، كيميائية عضوية برازيلية/ أمريكية.
- إيزابيلا كارل (1921-)، كيميائية أمريكية.
- جويس جاكوبسون كوفمان (1929-)، كيميائية أمريكية.
- جوديث كلينمان (1941 -)، كيميائية حيوية أمريكية.
- ستيفاني كووليك (1923 -)، كيميائية أمريكية، مخترعة ألياف الكيفلار.
- كاثلين لونسدال (1903-1971)، كيميائية بريطانية.
- إيفون كونولي مارتن (1936 -)، كيميائية وفيزيائية أمريكية.
- سينثيا ماريانوف (1949-)، كيميائية عضوية/ طبية أمريكية.
- إليزابيث موران، كيميائية بريطانية ومحللة عامة.
- مود مينتين (1879-1960)، عالمة كيمياء حيوية كندية.
- هيلين فون ميشيل (1932-)، عالمة كيمياء نووية أمريكية.
- ألكسندرا نافروتسكى (1943-)، جيوكيميائية أمريكية.
- دوروثي فرجينيا نايتنجيل (1902-2000)، عالمة كيمياء عضوية أمريكية.
- إيما بارمي، عالمة كيمياء عضوية بريطانية.
- ماري إنجل بينينجتون (1872-1952)، كيميائية أمريكية.
- إيفا فيلبين (1914-2005)، كيميائية إيرلندية.
- دارشان رانجاناثان (1941-2001)، كيميائية عضوية هندية.
- ميلدريد ريبستوك (1919-2011)، كيميائية أمريكية.
- سيبيل مارثا روك (1909-1981)، رائدة أمريكية في القياس الطيفي والحوسبة
- إليزابيث رونا (1890-1981)، خبيرة كيميائية نووية وهنغارية في علم البولونيوم.
- ماري سوارتز روز (1874-1941)، كيميائية متخصصة في التغذية.
- ميلاني سانفورد (1975 -)، عالمة كيمياء عضوية أمريكية.
- ماكسين ل. سافيتز (1937-) ، كيميائية عضوية كهربائية.
- باتسي أوكونيل شيرمان (1930-2008)، كيميائية أمريكية.
- أوديت إل شيتويل (1922-1998)، عالمة كيمياء عضوية.
- جان شريفي (1933-)، عالمة كيمياء عضوية أمريكية.
- دوروثي م. سيمون (1919-)، كيميائية فيزيائية أمريكية.
- سوزان سليمان (1956-)، كيميائية متخصصة في الغلاف الجوي.
- جوان ستوب (1946 -)، عالمة كيمياء حيوية أمريكية.
- إيدا نوداك تاكي (1896-1978)، عالمة فيزياء وكيمياء ألمانية.
- جوليانا تيسورو (1921-2002)، كيميائية متخصصة في البوليمرات.
- جان توماس، عالمة كيمياء حيوية بريطانية.
- مارتا بي توماس (1926-2006)، كيميائية تحليلية ومهندسة كيميائية.
- آن إي ويبر، كيميائية عضوية/ طبية أمريكية.
- كارين فيتيرهان (1948-1997)، عالمة سموم معدنية أمريكية.
- روث أر ويكسلر (1955 -)، عالمة كيميائية عضوية وطبيبة أمريكية.
- إم. كريستينا وايت (1970)، كيميائية عضوية.
- شارلوت ويليامز، كيميائية غير عضوية إنجليزية.
- أنجيلا ك. ويلسون، كيميائية أمريكية متخصصة في الكيمياء الحسابية، النظرية والفيزيائية.
- روزالين سوسمان يالو (1921-2011)، عالمة كيمياء حيوية أمريكية.
- جان يوت (1925 -)، كيميائية أسترالية ومتخصصة في الكيمياء الحيوية وعلوم الأحياء المجهرية.
- عادا يونات (1939 -)، كيميائية إسرائيلية. حائزة على جائزة نوبل في الكيمياء عام 2009.
- جلاسي زانكان (1935-2007)، عالمة كيمياء حيوية برازيلية، رئيس الجمعية البرازيلية لتقدم العلوم في الفترة ما بين عام 1999 وعام 2003.

### القرن الواحد والعشرون
- إميلي بالسكوس، عالمة أحياء أمريكية متخصصة في الكيمياء الاصطناعية.
- جين هاردي- عالمة فيزياء حيوية أمريكية والبيولوجيا الكيميائية.
- جيرالدين هاريمان- كيميائية أمريكية.
- راشيل هورويتز (1985 -)- عالمة كيمياء حيوية أمريكي.
- ليزا مارسوريل- كيميائية أمريكية متخصصة في الكيمياء الاصطناعية.
- سارة أوكونور- عالمة بيولوجيا نباتية أمريكية تعمل في إنجلترا.
- سارة ريسمان (1979)- كيميائية عضوية أمريكية.
- جيني واي يانغ- كيميائية أمريكية وباحثة في مجال الطاقة النظيفة في جامعة كاليفورنيا.
- ويندي يونغ- كيميائية أمريكية.

## وصلات خارجية
- المرأة في الكيمياء.